# Kupferbergbau in Australien

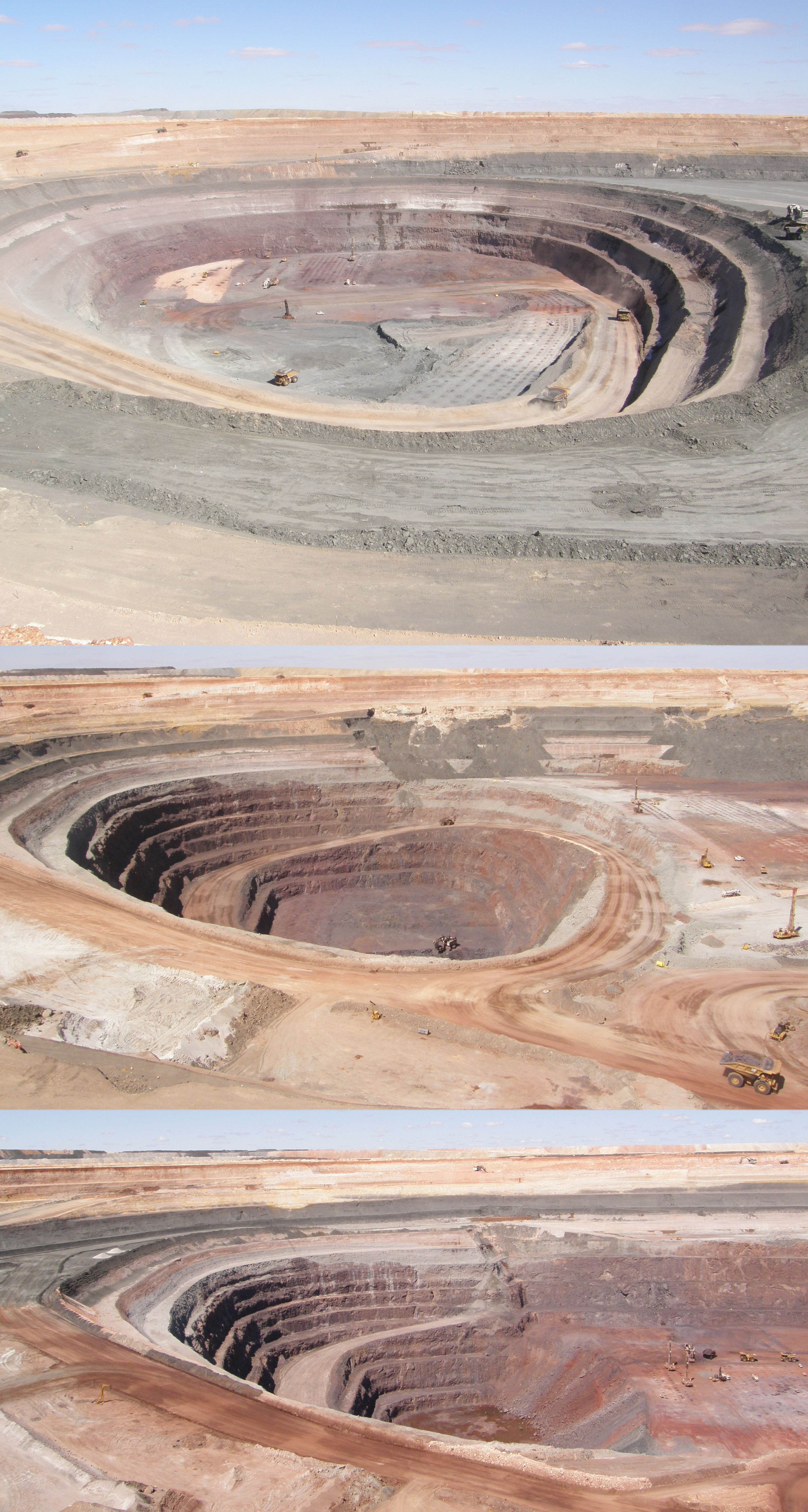
Tagebau der Prominent Hill Mine (Entwicklung September 2008 bis September 2010)

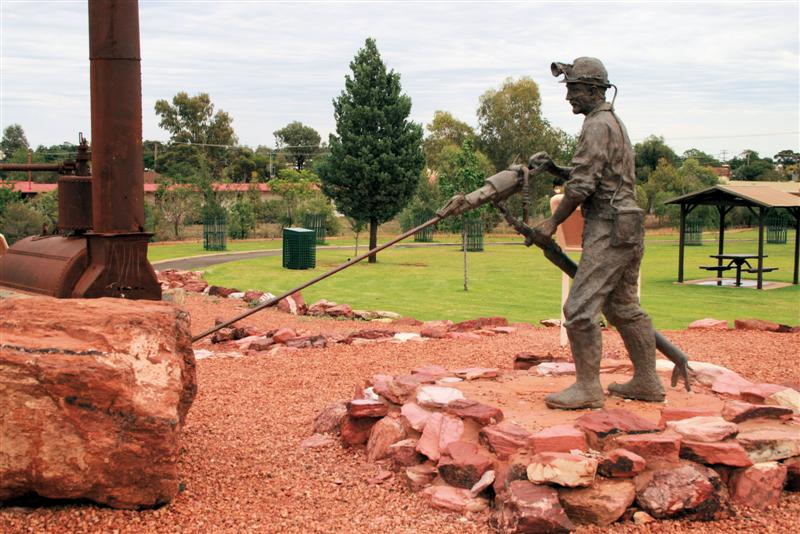
Statue eines Bergarbeiters mit Bohrgerätschafen im historischen Kupferbergbaugebiet von Cobar im dortigen Miners Heritage Park

Das Volumen des Kupferbergbaus in Australien liegt weltweit auf dem sechsten Rang. In Australien liegen schätzungsweise 13 Prozent der Kupfervorkommen der Welt, das zweitgrößte nach Chile.
Die Anteile des abgebauten australischen Kupfers verteilen sich zu 66 Prozent auf South Australia, gefolgt von Queensland mit 18 Prozent, Western Australia mit 10 Prozent und New South Wales mit 4 Prozent.
In allen Bundesstaaten Australiens und im Northern Territory gibt es Kupfervorkommen, die größten in Queensland und South Australia, wobei heutzutage das meiste Kupfer im Gebiet um Mount Isa in Queensland und aus dem Bergwerk Olympic Dam in South Australia abgebaut wird. Weitere bedeutende Bergwerke, in denen Kupfer gewonnen wird, sind Cadia Mine und Ridgeway Mine, Northparkes Mine und Tritton Mine in New South Wales, Ernest Henry Mine, Osborne Mine und Mount Isa Mines in Queensland, Nifty, Telfer Mine und Golden Grove Mine in Western Australia und am Mount Lyell in Tasmanien.
Der Wert des jährlich abgebauten australischen Kupfers beläuft sich auf etwa 6 Milliarden AUD.

## Bedeutung
Kupfer war das erste Metall, das Menschen für ihre Zwecke nutzten, und es hat auch heute große Bedeutung. Der weltweite Verbrauch von Kupfer ist stark von der Weltkonjunktur abhängig. Australisches Kupfer wird insbesondere nach Asien – vor allem nach China, Indien, Japan und Korea – exportiert. Die Kupferförderung und -herstellung ist überaus energieintensiv und ökologisch nicht unproblematisch, da je nach der Erzbearbeitung ein hoher Wasserverbrauch beim Zerkleinern und Auslaugen des Erzes entsteht und die Vorkommen größtenteils in ariden Gebieten Australiens liegen.
Ungefähr die Hälfte des weltweit abgebauten Kupfers wird derzeit in der Elektroindustrie für Drähte und Kabel verbraucht, des Weiteren für Automotoren und im Bauwesen (etwa 20 kg je PKW und etwa 200 kg in einem Einfamilienhaus), aber auch zum Bau von Computern, Funktelefonen, Faxgeräten und Fernsehern.

### Lagerstätten
Das hauptsächlich wirtschaftlich verwertete Kupfermineral in Australien – wie auch weltweit – ist Chalkopyrit (CuFeS2), Bornit (Cu5FeS4), Covellin (CuS) und Chalkosin (Cu2S) sind bedeutende Kupferminerale und manche Erzkörper enthalten auch etwa Malachit (Cu2[(OH)2|CO3]), Azurit (Cu3(CO3)2(OH)2), Cuprit (Cu2O), Tenorit (CuO) und Kupfermetall. Die Sulfide, aus denen das Kupfer der Welt hergestellt wird, befinden sich in tief gelagerten Schichten, die nicht der Verwitterung unterliegen. Nahe an der Oberfläche oxidieren sie oder in weiteren chemischen Prozessen und bilden Metalle, Oxide und Karbonate. Diese sekundären Kupferminerale bilden reichhaltige Erze in den oberen Schichten der Lagerstätten und sind charakteristisch grün oder blau. An manchen Stellen treten sie oberflächlich hervor und sind leicht zu erkennen.

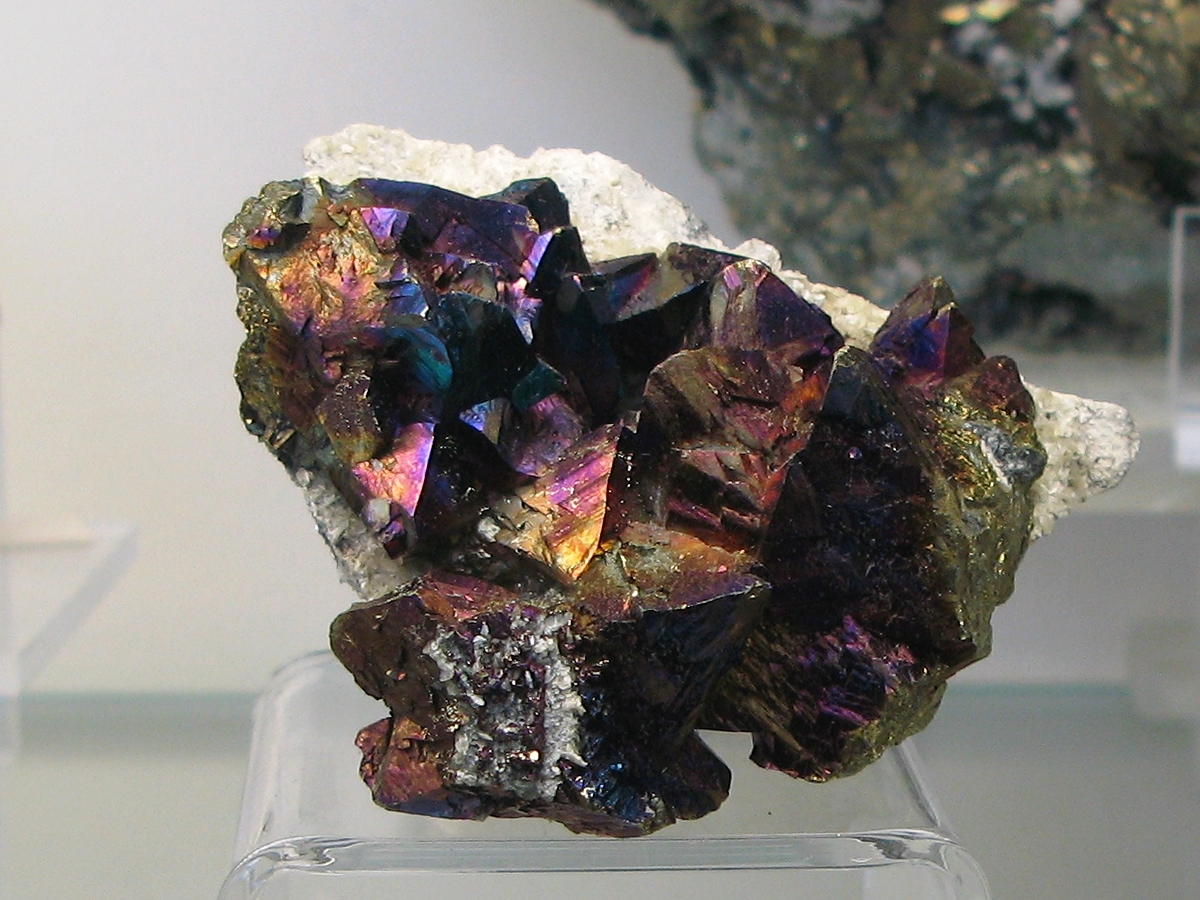
Chalkopyrit
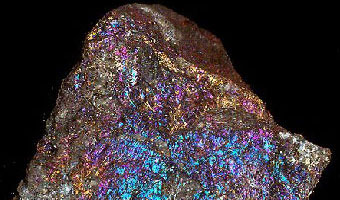
Bornit
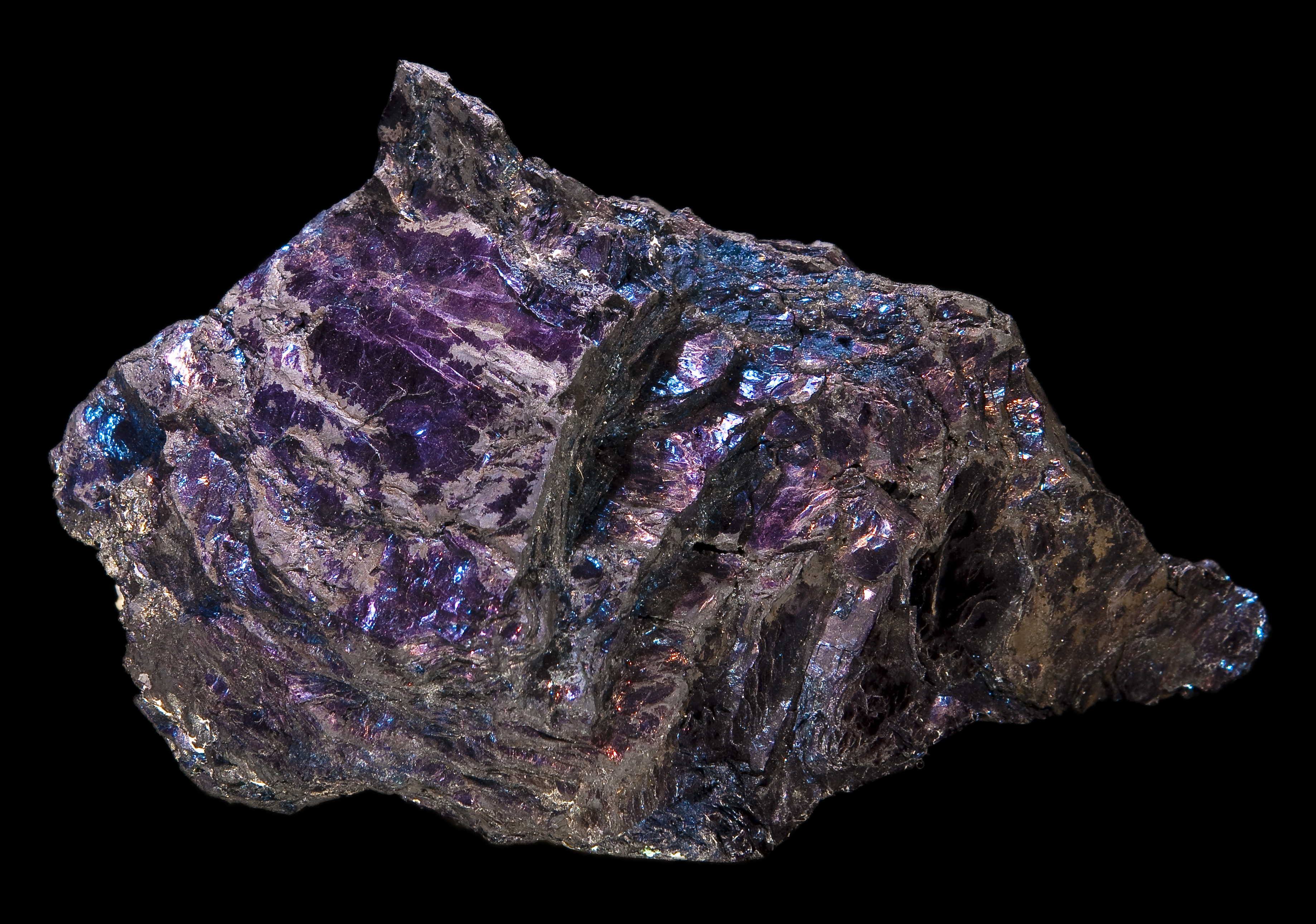
Covellin
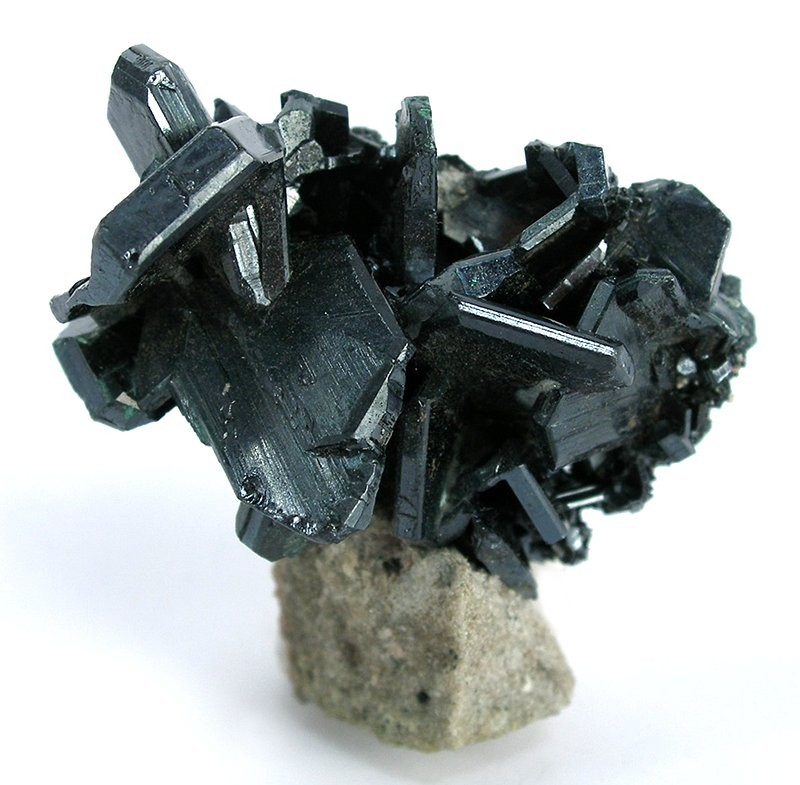
Chalkosin aus der Mommoth Mine bei Mount Isa, Queensland
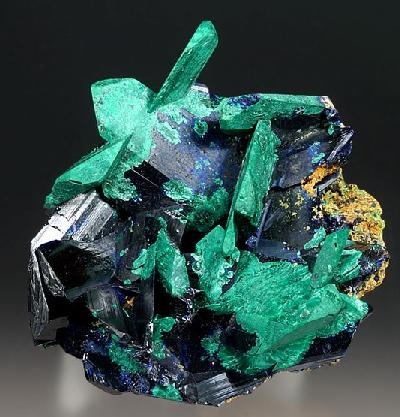
Azurit mit deutlich sichtbarer Verwitterung nach Malachit (grün)

Im Erzvorkommen Olympic Dam in South Australia wird Kupfer in einer Uran-Gold-Silber-Lagerstätte abgebaut, während bei Mount Isa die Blei-Zink-Silber-Lager von den Kupferlagern getrennt liegen. Die beiden Erzlager sind die bedeutendsten Kupfervorkommen Australiens. Dort befinden sich auch die Kupfer-Schmelzhütten mit der größten Kapazität.
In den Erzkörpern in New South Wales kommt bei Northparkes Kupfer-Gold, in der CSA Mine und Girilambone Mine nur Kupfer vor. In Queensland in der Ernest Henry Mine wird ein Kupfer-Gold-Magnetit-Erzkörper, in der Osborne- und Mammoth Mine Kupfer-Gold-Erzkörper abgebaut. Bei Selwyn findet sich Kupfer-Gold, das Golden-Grove-Vorkommen führt Kupfer-Zink und bei Nifty in Western Australia kommt nur Kupfer vor.

### Entstehung
Hauptartikel: → Porphyrische Kupferlagerstätte
Die zahlreichen Kupferlagerstätten Australiens entstanden in einer vielfältigen geologischen Umwelt in hydrothermalen Prozessen. Die Wirtsgesteine des Kupfers sind beispielsweise Granit, Granodiorit, Diorit, Monzonit und Syenit, in die es eingelagert ist. Die mineralisierten Gesteine mit Kupfereinlagerungen erreichen ein Volumen von mehreren Millionen Tonnen und beinhalten geringe Anteile von Kupfer, Gold, Silber und weitere Metalle.
Das Erz tritt sehr fein verteilt in den Wirtsgesteinen in Haarrissen oder Adern auf. Die Wirtsgesteine sind meist zertrümmert bzw. brekziert. Die Metalle in den Kupferlagerstätten entstanden als überhitzte, mineralhaltige, hydrothermale Lösungen das zerklüftete Gestein durchströmten und mit den vorhandenen Mineralen reagierten, daher war die Abfolge von hydrothermalen Alterationen eine Voraussetzung der Metallentstehung. Die zirkulierenden, heißen und wässrigen Lösungen reagieren mit den sie umgebenden Gesteinen und lösen Metalle, nehmen sie auf und transportieren sie und nach Abkühlung können sie unter bestimmten Bedingungen wieder in konzentrierter Form abgeschieden werden. Die Sulfid-Minerale, wie Chalkopyrit, lagern sich in Adern, Spalten und Hohlräumen fragmentierter Gesteine ab.

## South Australia
South Australia hat nach einer Zusammenstellung aus dem Jahr 2003 Kupferlagerstätten, die etwa 32 Millionen Tonnen Kupfer enthalten.

### Geschichte

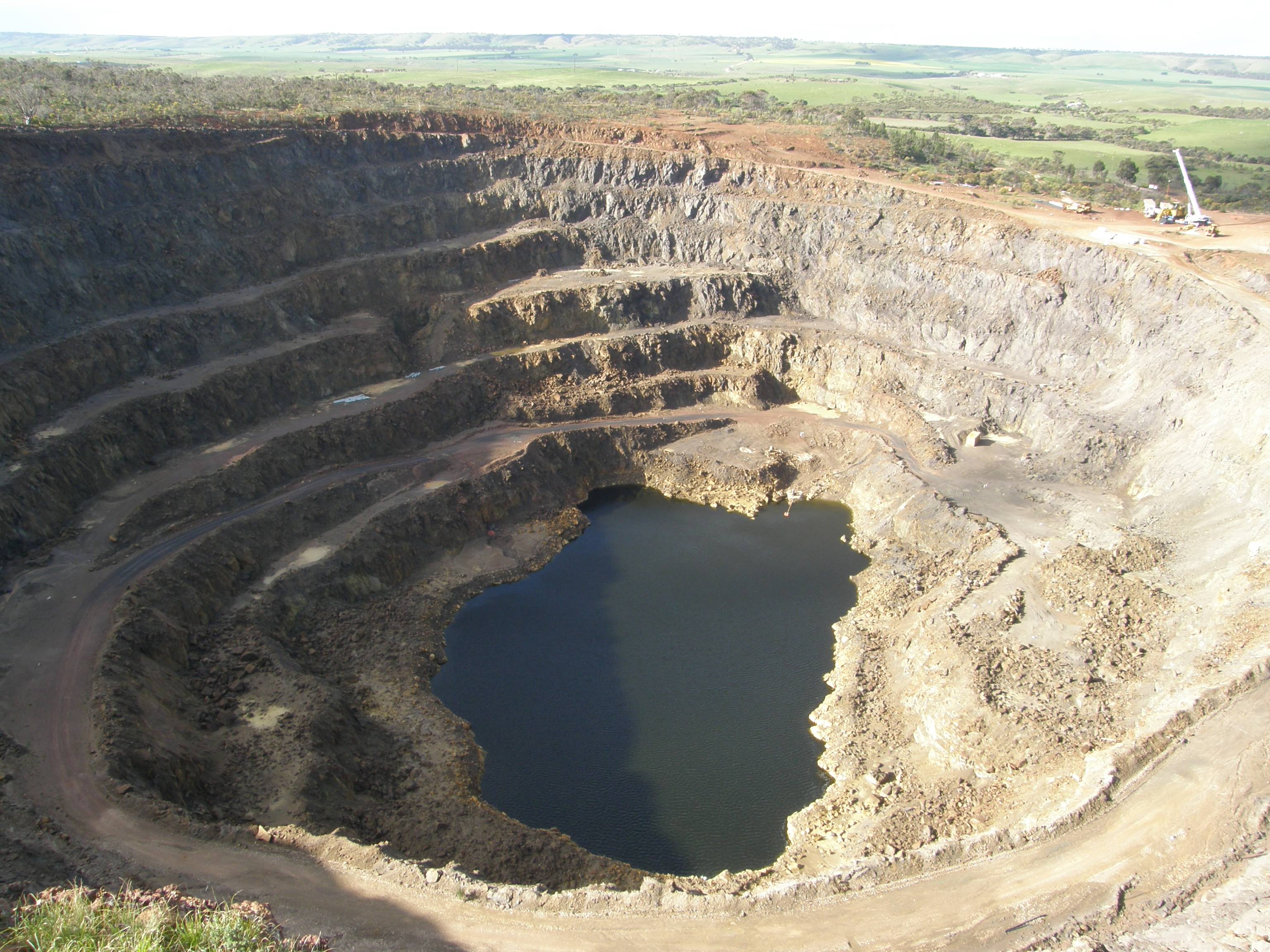
Kupfertagebau von Kanmantoo im Jahr 2010, vor Wiederaufnahme des Abbaus

Das erste Kupfervorkommen, das in South Australia 1842 entdeckt wurde, befand sich bei Montacute, und kurz darauf wurde in den Mount Lofty Ranges ein weiteres und größeres Vorkommen bei Kapunda entdeckt. Weitere historische Lagerstätten wurden in kurzen Abständen bei Burra (1845), Kanmantoo–Callington (1846), Wallaroo (1859) und Moonta (1861) und kleine Kupfer-Lagerstätten in den Flinders Ranges gefunden. Der erste australische Kupfer-Schmelzofen konnte 1848 bei Callington errichtet werden.
Der Kupferbergbau spielte sowohl in der Zeit der frühen Kolonisierung als auch in der späteren ökonomischen Entwicklung von South Australia eine bedeutende Rolle. Dies ging so weit, dass 1851 South Australia als Copper Kingdom (deutsch: Kupfer-Königreich) bezeichnet wurde, als es 10 Prozent der Kupfers in der Welt förderte.
Der Kupferbergbau in Wallaroo und Moonta wurde im Jahr 1860 begonnen und 1923 beendet, in Burra kam das Ende 1877 und in Kapunda 1878. Kleinere Bergwerke in den Flinders Ranges bauten bis zum Ende des Jahrhunderts weiter ab. Nach dem Ende des Zweiten Weltkriegs wurde die Kupferproduktion in South Australia in Gänze eingestellt.
Eine zweite Welle der Kupferproduktion begann 1969 mit der Eröffnung der Bergwerke Burra, Kanmantoo und Mount Gunson, die 1981 endete. Burra und Kanmantoo produzierten je etwa 40.000 Tonnen Kupfer und Moonta-Wallaroo bis zu seiner Schließung 340.000 Tonnen.
1988 begann der Kupferabbau in Olympic Dam und 2009 in Prominent Hill. Kupferschmelzhütten befinden sich auf dem Bergwerksgelände Olympic Dam, in Port Adelaide, Dry Creek, Scott Creek und Aponiga.

### Olympic Dam

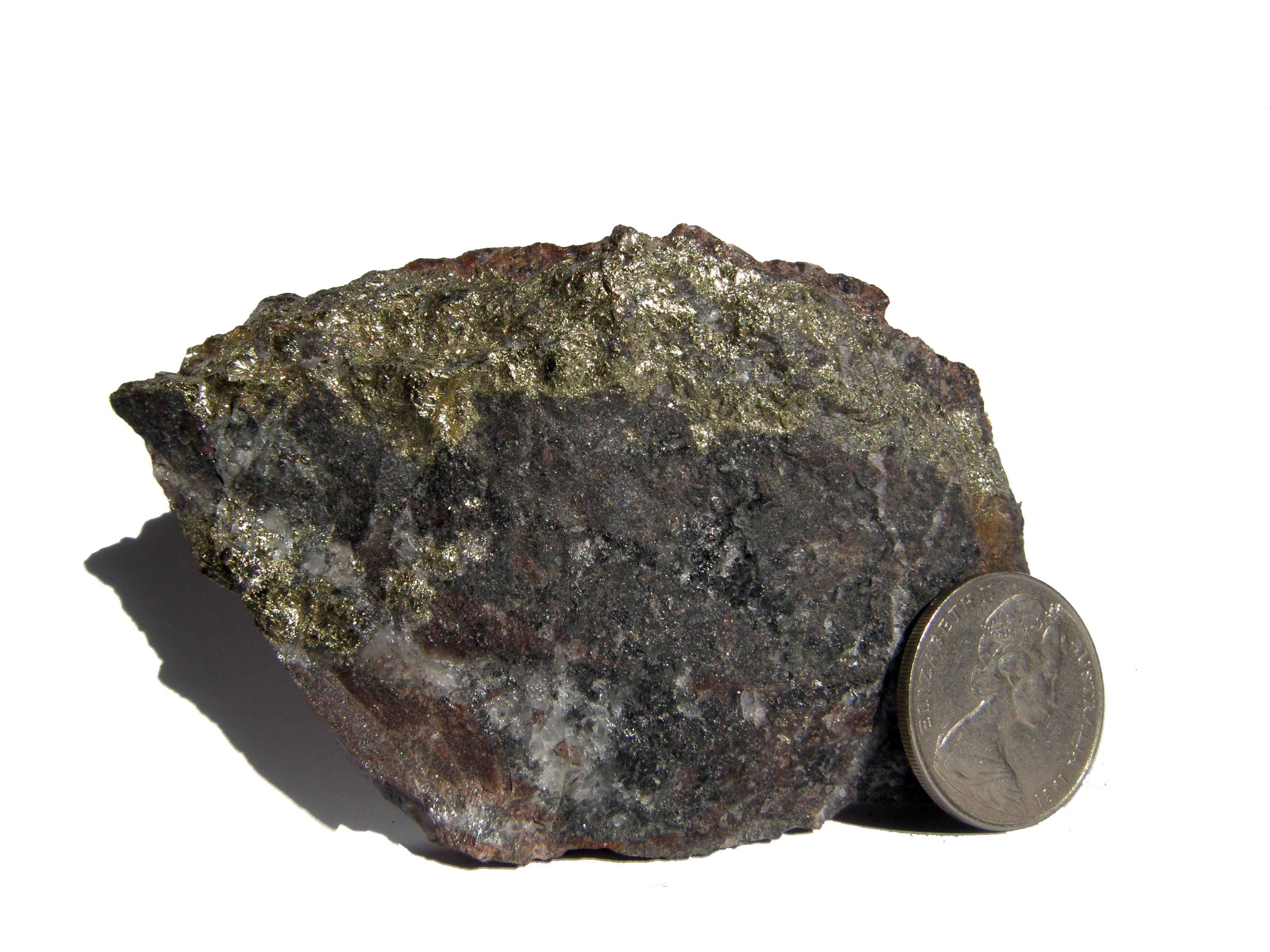
Chalkopyrit-reiches Handstück aus Olympic Dam

Eines der größten Erzvorkommen der Erde mit Kupfer, Uran, Gold und Silber ist Olympic Dam. Es ist die viertgrößte Kupfer- und die größte Uranlagerstätte der Welt. Die Mineralisation des Erzkörpers entstand durch hydrothermale Prozesse in durch Hämatit gefestigten Granit-Brekzien im Roxby-Downs-Granitfeld, die in Erz umgewandelt wurden. Die Lagerstätte enthält nach Angaben von Geoscience Australia 580 Millionen Tonnen Erz, 12 Millionen Tonnen Kupfer, 0,35 Millionen Tonnen Uran, 350 Tonnen Gold und 2800 Tonnen Silber. Das Vorkommen wurde 1975 von der Western Mining Corporation entdeckt, im Tagebau und seit 1988 im Untertagebau betrieben. 2009 wurden 156.000 Tonnen Kupfer produziert, das war ein Rückgang um 25 Prozent gegenüber 2008, da die Förderanlage durch einen mechanischen Defekt erheblich beschädigt wurde.

### Prominent Hill
Die Prominent Hill Mine, die etwa 650 Kilometer von Adelaide entfernt liegt, wurde in den Jahren 2007 und 2008 aufgebaut und nahm die Erz-Förderung 2009 auf. Das in der Lagerstätte vorkommende Eisen wird nicht abgebaut und der Urangehalt ist zu gering, daher rechnet sich der Uranabbau derzeit nicht. 2009 wurden 96.000 Tonnen Kupfer und 75.535 Unzen Gold gefördert. Der Betreiber OZ Minerals Limited beabsichtigt, 100.000 bis 110.000 Tonnen Kupfer und 80.000 bis 90.000 Unzen Gold in den Jahren 2010 bis 2012 zu fördern. Die Mineralbildung gleicht der des Olympic Dam mit Chalkosin, Bornit, Chalkopyrit und Gold in einer durch Eisenoxide gefestigten Brekzie. Prominent Hill liegt in einer 1,585 Milliarden Jahre alten vulkanisch-sedimentären Gesteinsabfolge, Olympic Dam entstand zur gleichen Zeit in Granit.

### Moonta und Wallaroo
Die beiden historischen Lagerstätten Moonta und Wallaroo waren 64 Jahre im Abbau und die am längsten in Betrieb befindlichen Kupferbergwerke Australiens. Sie führten insgesamt 9,6 Millionen Tonnen Erz. Von 1860 bis 1923 wurden 350.000 Tonnen Kupfer gefördert und im Moonta-System von 1988 bis 1993 17.500 Tonnen. Der Bergbau in Moonta folgt verschiedene Erzgängen im brekzierten Moonta-Porphyr und in Wallaroo im Doora-Schiefer. Die dortige Erzmineralogie wird als Chalkopyrit-Pyrit-Pyrrhotin beschrieben. In Moonta wird das historische Bergbaugelände touristisch mit Führungen des Tage- und Tiefbaus genutzt. Im Ort gibt es ein Bergbaumuseum über den Kupferbergbau des 19.-Jahrhunderts und ein Bergarbeiter-Haus, das historisch ausgestattet ist.

Historischer Bergbau bei Moonta
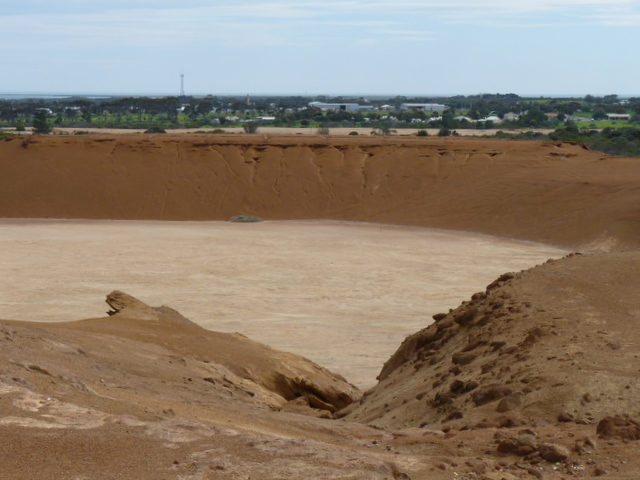
Halde des Kupferbergbaus der Richmans-Mine
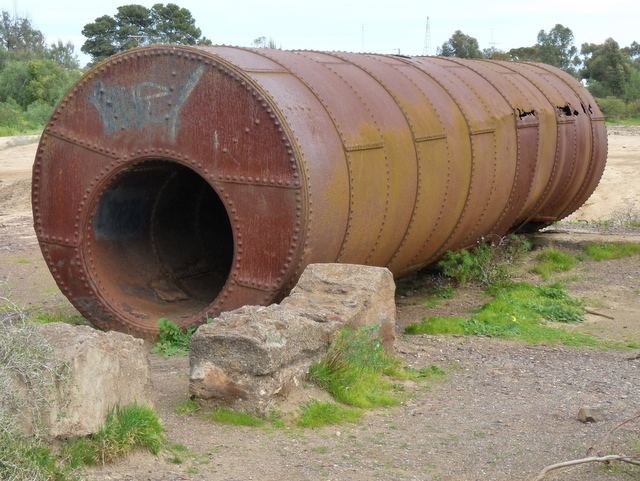
Historischer Dampfkessel des Hughes-Maschinenhauses
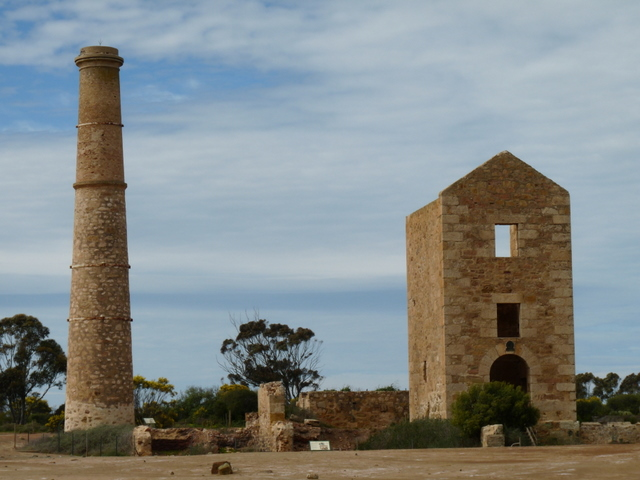
Historisches Hughes-Maschinenhaus
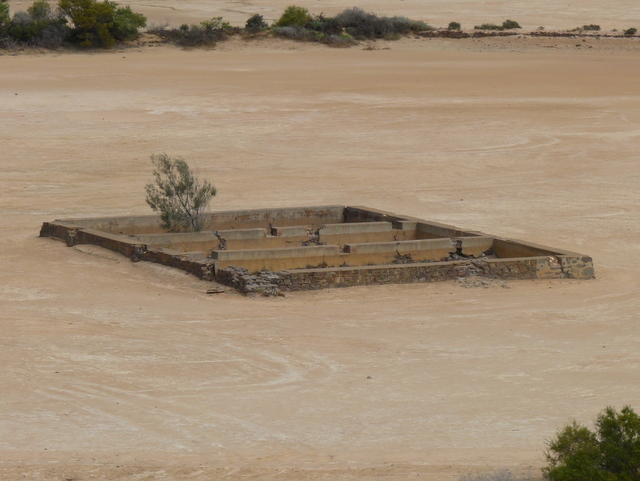
Ruinen in der Grube der Kupferlaugung
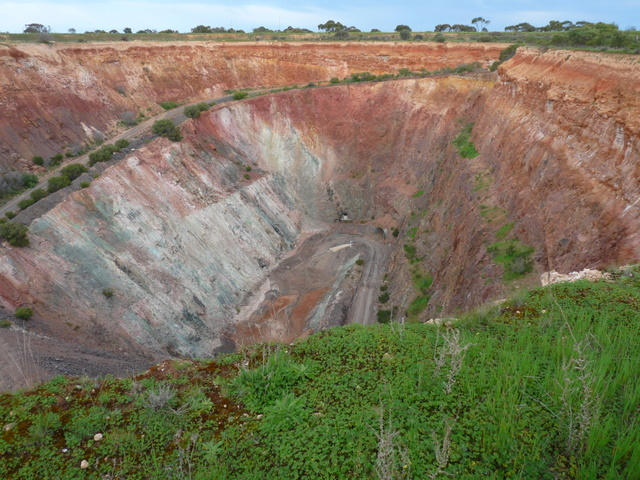
Historischer Kupfertagebau bei Moonta

Historischer Bergbau bei Wallaroo
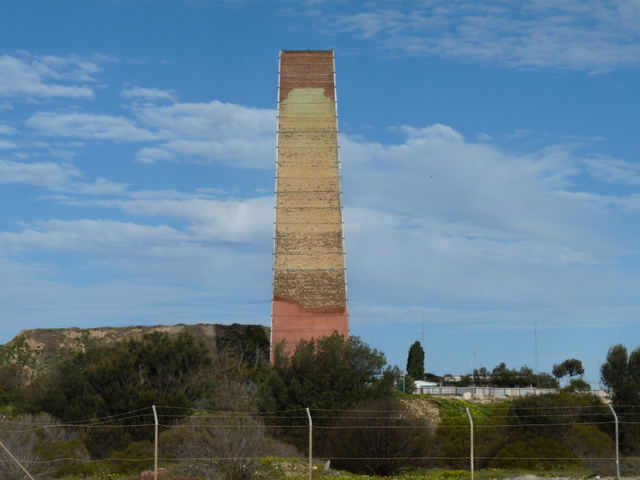
Historischer Schornstein der Kupferschmelzanlage bei Wallaroo
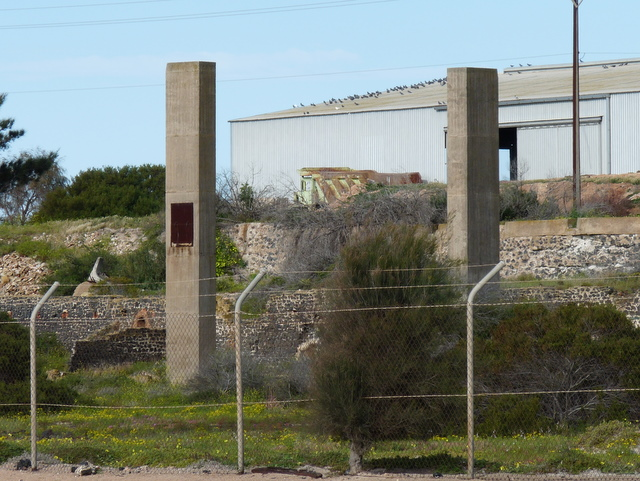
Zwei kleinere Schornsteine von Kupferschmelzanlagen
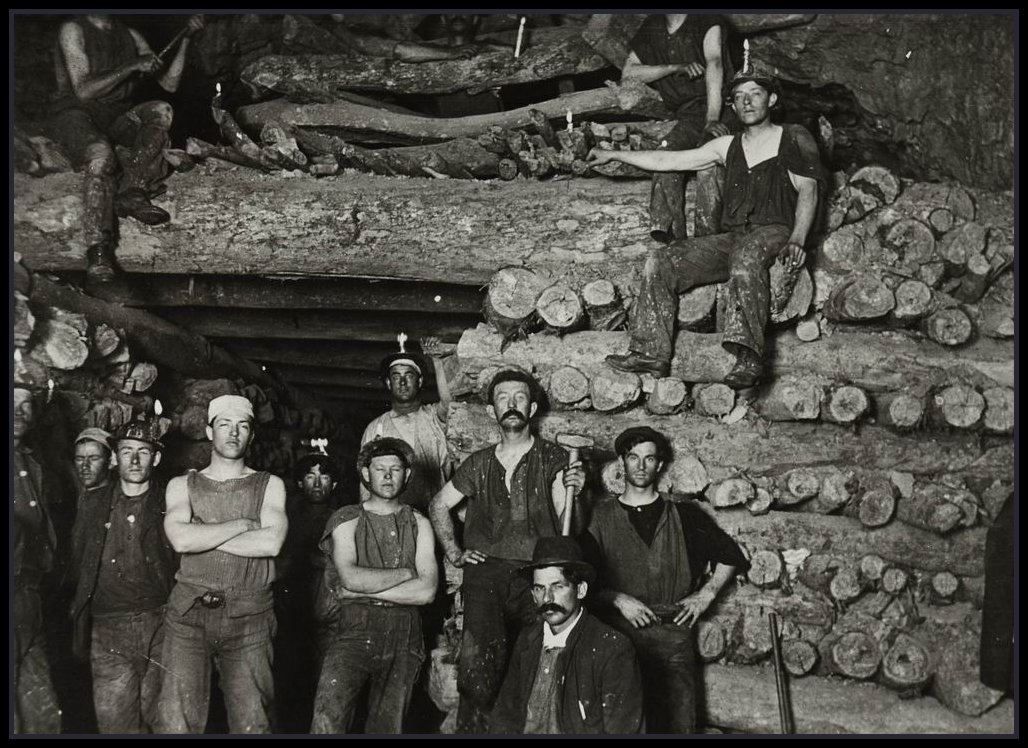
Bergleute untertage, bei Wallaroo (1900)
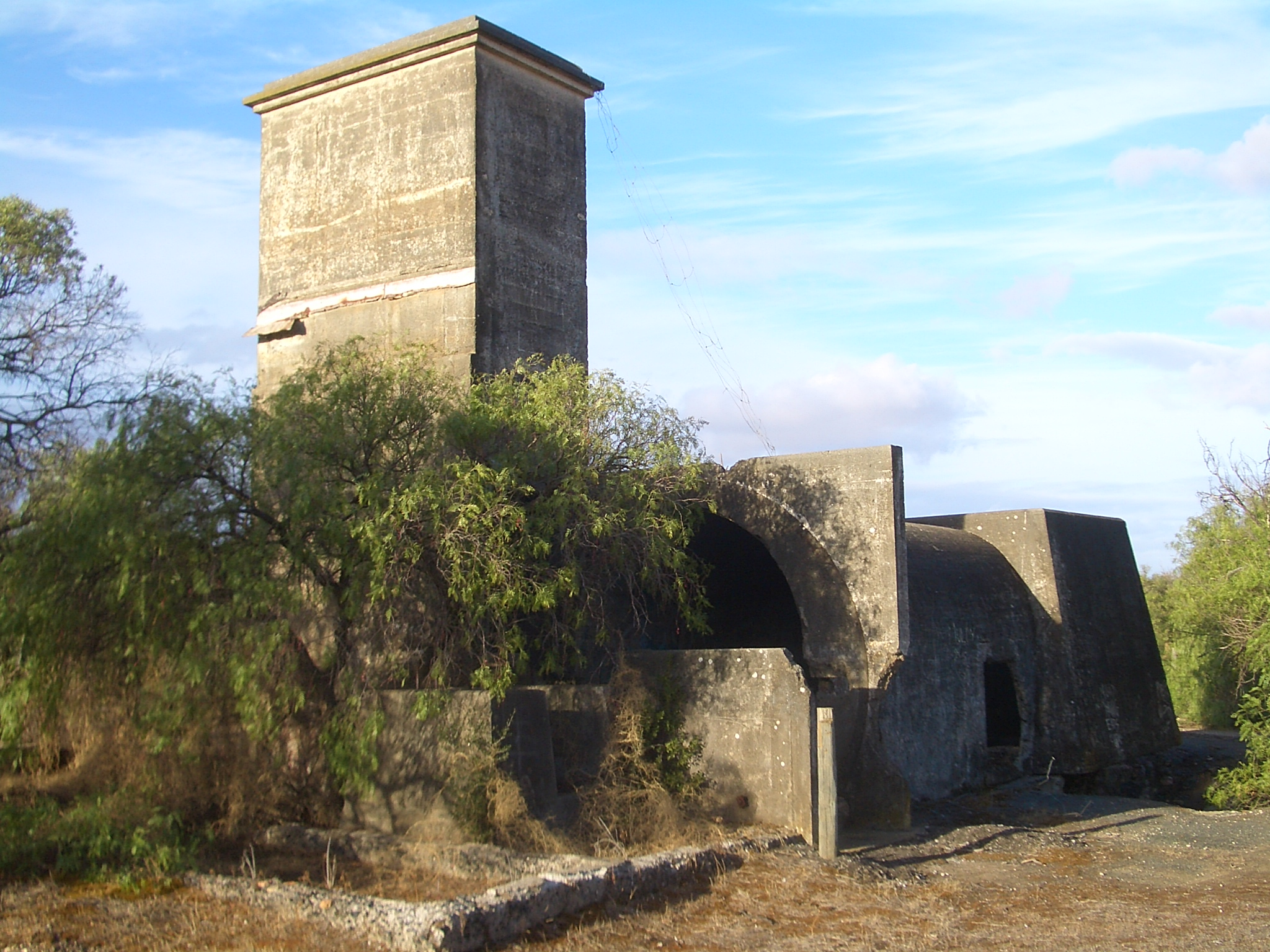
Historischer Schornstein und Schmelzanlage bei Kadina (bei Wallaroo)
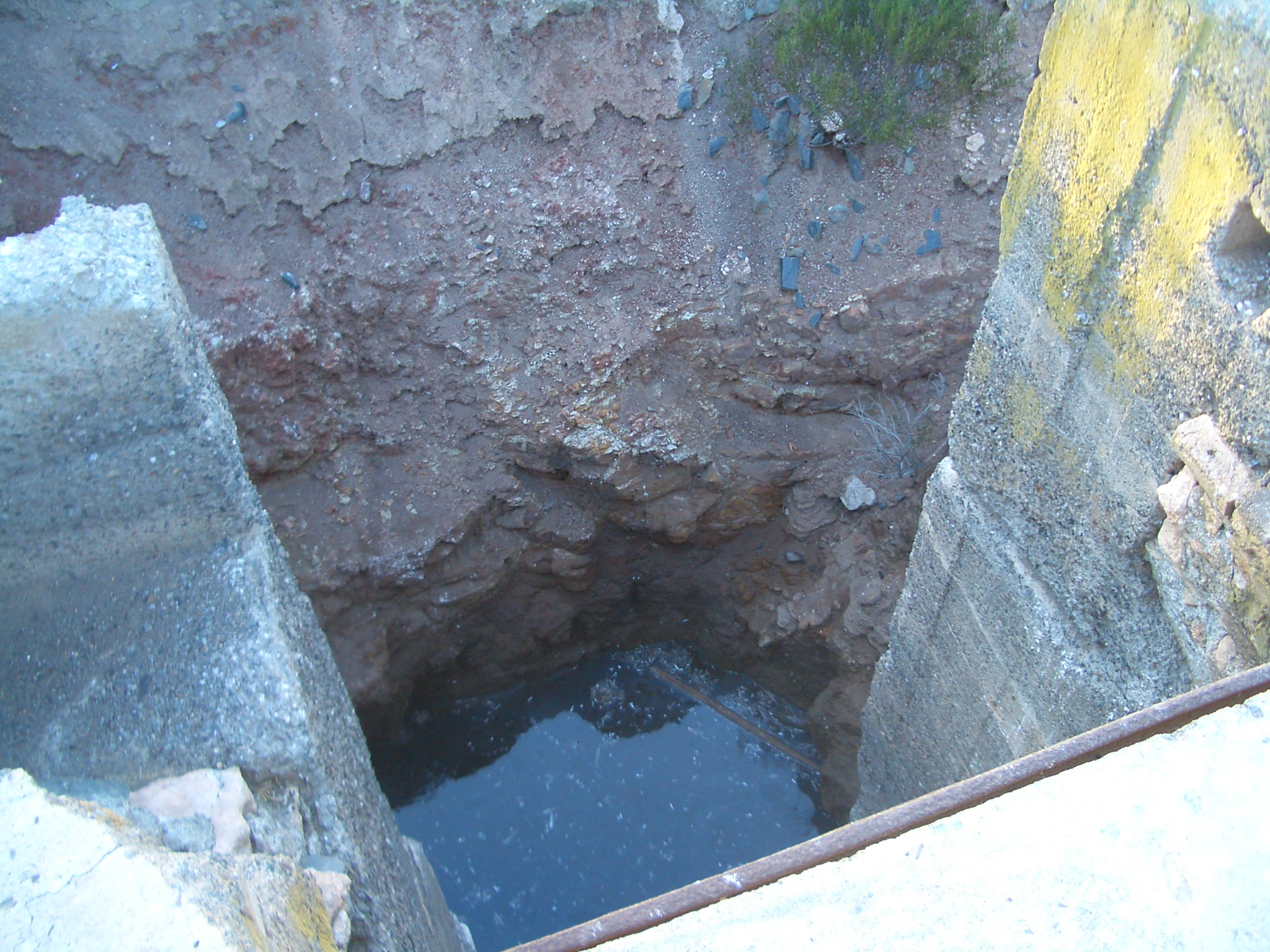
Gefluteter Schacht bei Wallaroo

### Mount Gunson
Am Mount Gunson wurde 1875 Kupfer gefunden und in vier Bergwerken Main Open Cut, West Lagoon, East Lagoon and Cattle Grid abgebaut. Dieser Bergbau endete 1986.
Die Mineralisation des Erzes erfolgte in einem Netzwerk von Adern, Brüchen und Verwerfungen im Mesoproterozoikum, in der Sandstein-Pandurra-Formation, in dem ungleichmäßig aufgelagerten Adelaidean-Whyalla-Sandstein und in der Tapley-Hill-Formation aus dolomitischen Schiefer. Im Oktober 2009 gab Xstrata bekannt, dass sich dort eine Lagerstätte von 1,1 Millionen Tonnen mit einem Kupfergehalt von 1,7 Prozent befindet und der Bau eines Bergwerks geplant werde.

### Weitere Lagerstätten

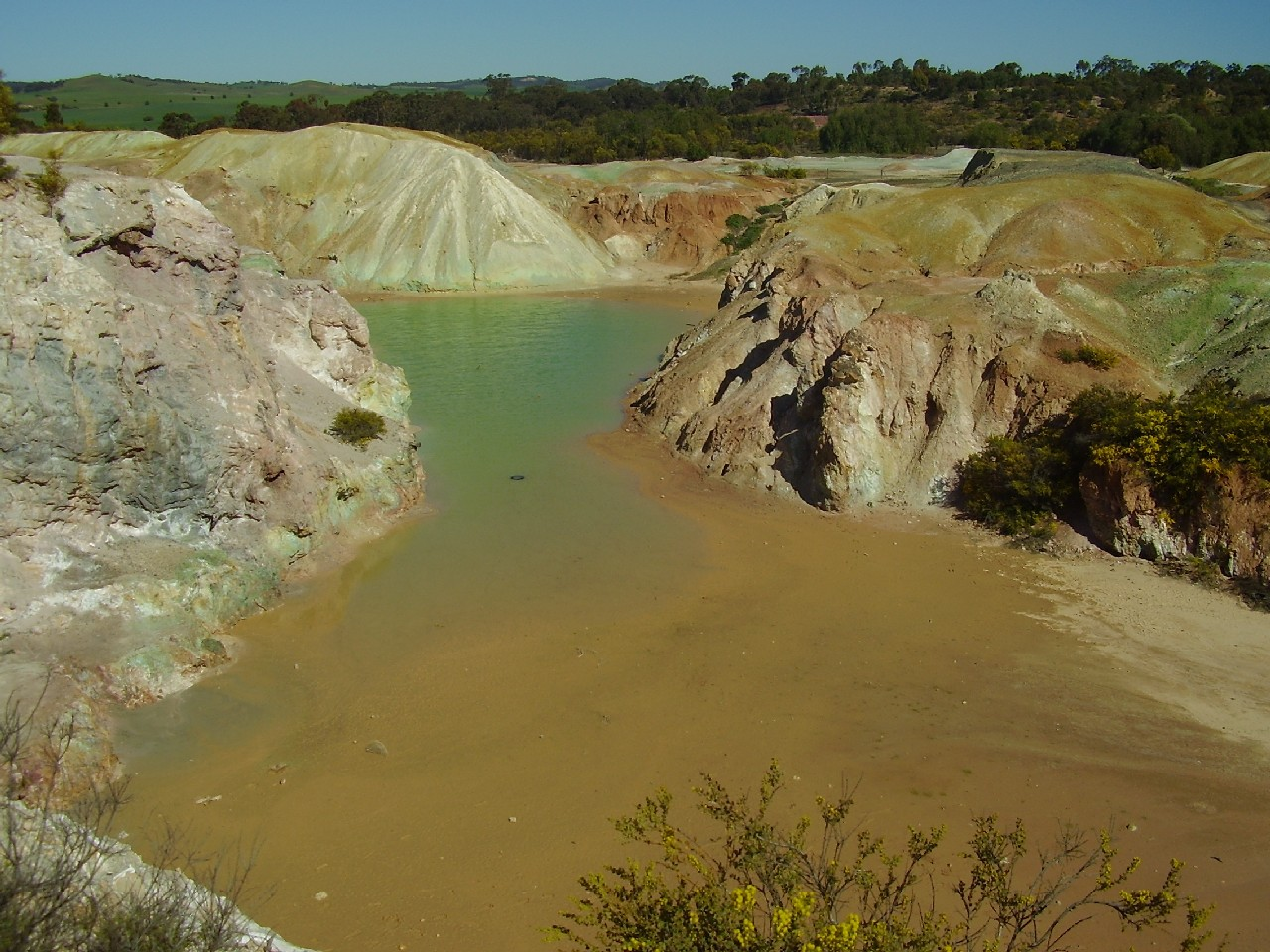
Ein mit Wasser gefüllter Kupfertagebau bei Kapunda

In South Australia gibt es 800 namentlich bekannte frühere Kupferbergwerke. Zahlreiche kleine Gruben befinden sich auf der Halbinsel Eyre und am Mount Woods. Es gibt Vorkommen, die geologisch der Lagerstätte von Olympic Dam ähneln und in der Middleback Range mit Moola werden weitere bedeutende Kupfer- und Goldvorkommen vermutet. Da in der Peak Range und Denison Range von 1890 bis 1920 Kupfer abgebaut wurde, wird angenommen, dass sich dort weitere Lagerstätten befinden.
In der Musgrave Ranges befindet sich bei Birksgate ein Kupfervorkommen aus dem Paläoproterozoikum in einem Granulit. Das Bergwerk Kenmore 2 enthält Chalkopyrit und Pyrit.
Die Mutooroo Copper Mine im Olary Block, die 1887 entdeckt wurde, förderte bis 1914 Kupfer. Jetzt ist ein Erzkörper entdeckt worden, der 8,7 Millionen Tonnen Erz mit einem Anteil von 1,8 Prozent Kupfer enthält, ferner gibt es in diesem Gebiet weitere Erzvorkommen.
In der Adelaide-Geosynklinale, einem geologischen Senkungsgebiet, finden sich Kupferlagerstätten. In der historischen Burra-Mine wurden von 1845 bis 1877 50.000 Tonnen Kupfer und von 1961 bis 1981 40.000 Tonnen gefördert. In diesem Bergbaugebiet wird ein Kupfervolumen von etwa 5000 Tonnen jährlich abgebaut, das für spezielle chemische Prozesse verwendet wird. Die Kanmantoo-Mine förderte von 1845 bis 1875 3200 Tonnen Kupfer und von 1970 bis 1976 36.000 Tonnen. Diese Lagerstätte umfasst etwa 2 Millionen Tonnen Erz mit einem Anteil von 1,2 Prozent Kupfer.
Kupfer bei Kapunda, in der Nähe des Barossa Valley, wurde von 1842 und bis 1879 gefördert. Die Lagerstätte mit 4,3 Millionen Tonnen Erz enthält einen 1,1-prozentigen Kupferanteil. In geologischen Körpern, wie der Adelaide Geosyncline und dem Kanmantoo Trough wurden bis 1900 in unterschiedlichen Bergwerken Kupfer abgebaut.

## Queensland

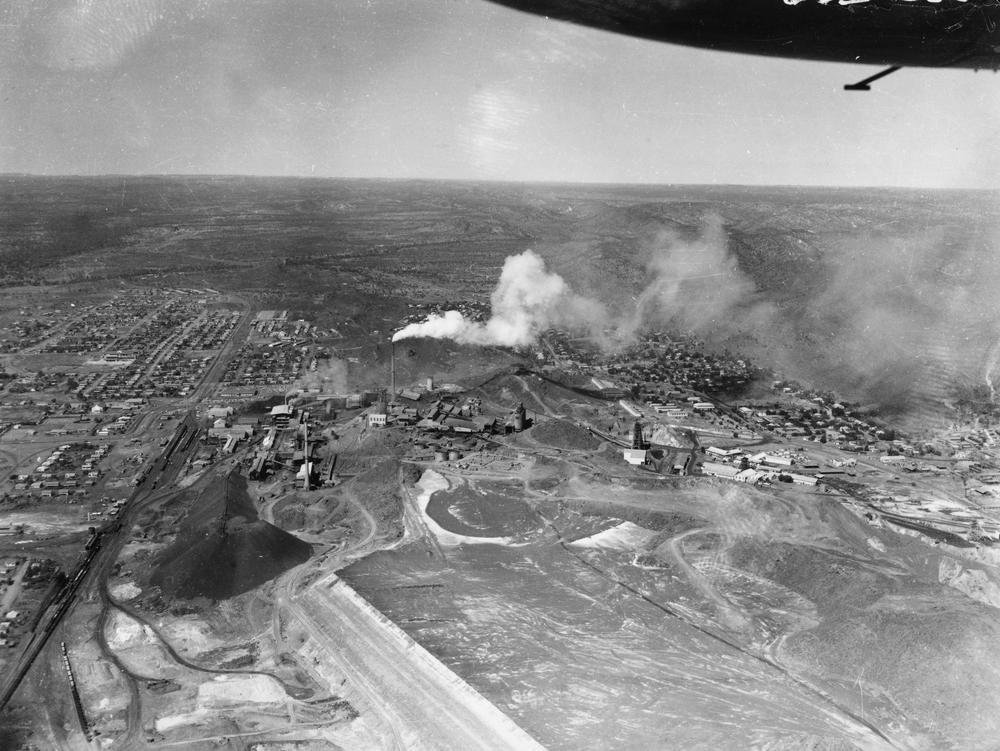
Bergwerksgelände von Mount Isa (1952)

## Mount Isa Mines
Der Kupfer-Erzkörper bei Mount Isa entstand vor etwa 1500 Millionen Jahren in einem umgewandelten pyritreichen dolomitischen Schluff- und Schiefergestein mit einer Mächtigkeit von 1000 Metern. Das Kupfer wurde von der Mount Isa Mines Limited und heute (2012) von der Xstrata in mehreren Bergwerken untertage abgebaut. Die dortigen Blei-Zink-Silber-Vorkommen haben eine Kapazität von 7,2 Millionen Tonnen Kupfer.
Entdeckt wurde das Erzvorkommen 1923 und die Förderung begann 1931. Der Bergbaukomplex gilt als einer der weltgrößten. 1943 wurde die Blei-Zink-Silberförderung wegen der Waffenproduktion im Zweiten Weltkrieg eingestellt und erst wieder 1946 aufgenommen. Die Kupferförderung wurde nach dem Krieg 1953 wieder aufgenommen und bis zum heutigen Tag fortgeführt. Die Kupferhütte bei Mount Isa hat eine Jahreskapazität von 300.000 Tonnen Kupfer.
Die großen 1100 Kupfer-Erzkörper erstrecken sich in einer Tiefe von 400 Meter bis 1000 Metern in einer Länge von bis zu drei Kilometern.

## Weitere Bergwerke
Die Ernest Henry Mine ist ein Kupfer-Gold-Magnetit-Bergwerk in Queensland, das etwa 130 von Mount Isa und 38 Kilometer von Cloncurry entfernt liegt und jährlich etwa 50.000 Tonnen Kupfer produziert. ES befand sich von 1991 bis 2003 im Eigentum der MIM Holdings Limited und wurde danach von Xstrata erworben.
Die Osborne Mine baut einen Kupfer-Gold-Erzkörper 195 Kilometer südöstlich vom Mount Isa im Tagebau ab. Ursprünglich befand sie sich im Eigentum der Placer Dome und 2006 übernahm sie Barrick Gold Corp. Seit 1998 ist eine untertägige Zerkleinerungs- und Förderanlage in Betrieb. Ivanhoe Australia und Ivanhoe (Osborne) übernahmen das Bergwerk von Barrick am 30. September 2010. 2005 wurden 39.475 Tonnen Kupfer und 43.000 Unzen Gold gefördert.

## New South Wales

### Geschichte

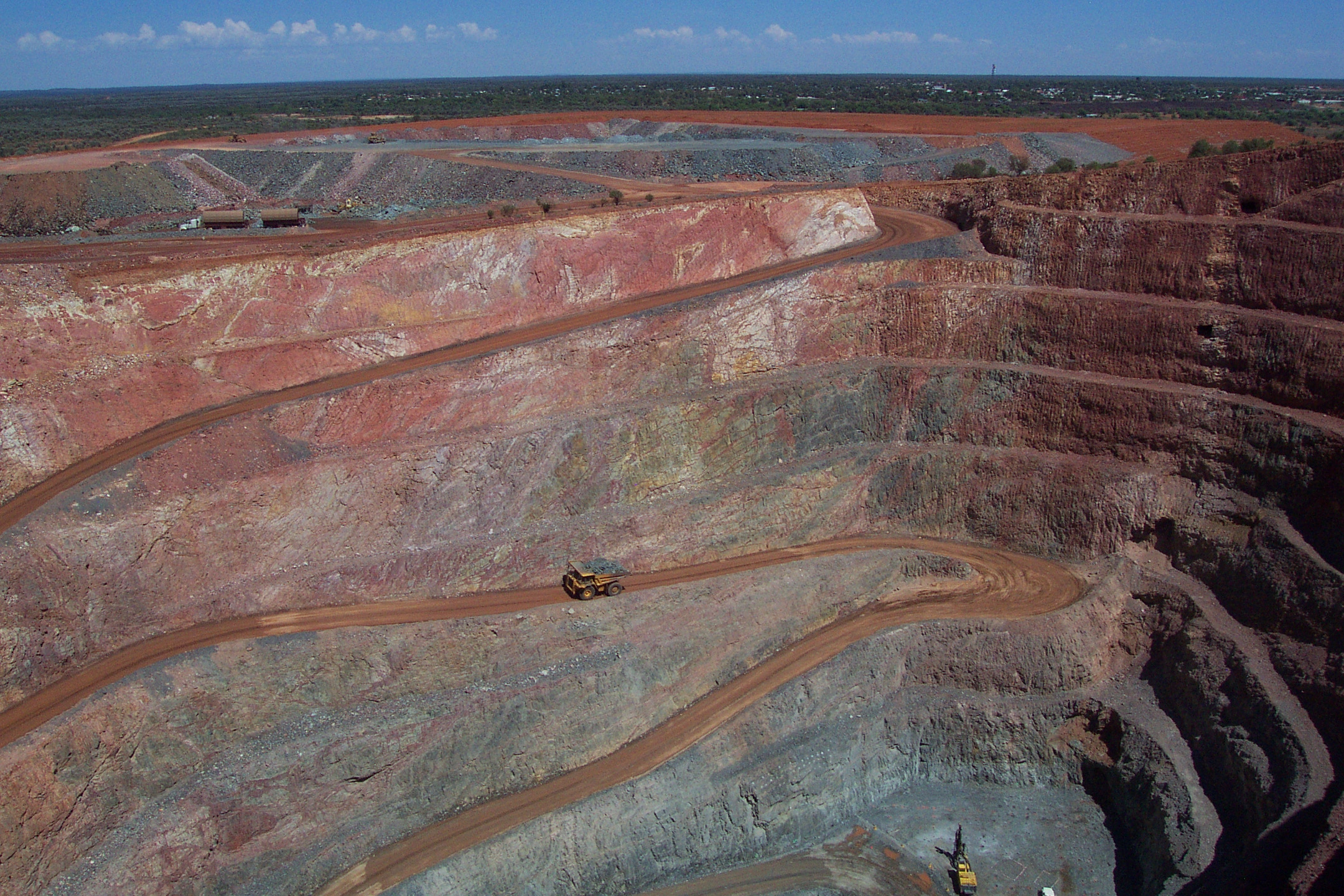
Kupfer-Tagebau bei Cobar

Der Kupferbergbau in New South Wales begann mit der Entdeckung des Copper Hill bei Molong (1844–1845) und an anderen Orten im Gebiet von Bathurst.
Das Zentrum des Kupferbergbaus dieses Bundesstaates befindet sich bei Cobar, wo erstmals 1869 Kupfer entdeckt wurde. Neben Kupfer, dem geförderten Hauptmineral, wurde Blei, Gold und Silber gefördert und auch in geringem Umfang Cadmium und Antimon. Der erste Kupferexport aus Cobar begann 1871 und in den frühen 1880er Jahren beschäftigte die Metallindustrie in Cobar 500 Arbeiter und die Population stieg auf 3.000 Menschen an. Als das CSA-Bergwerk 1905 seinen Betrieb aufnahm, entstand ein Boom, der allerdings 1908 endete, als die Kupferpreise fielen.
Von den 1920er bis 1950er Jahren war der Betrieb der Bergwerke schwierig, da die Metallnachfrage gering war. 1919 fiel der Kupferpreis um 40 Prozent und Bergwerke wurden geschlossen. Allerdings war die Goldnachfrage in den 1930er-Jahren, wegen der Weltwirtschaftskrise hoch. Von 1952 bis 1965 arbeitete keine der Gruben im Gebiet von Cobar. Danach entwickelte sich der Bedarf an Kupfer und die CSA-Mine nahm den Abbau wieder auf und weitere Erzvorkommen wurden entdeckt und erschlossen.

### Kupfer-Bergwerke
Mineral Hill wird eine Gold-Kupfer-Mine genannt, die 67 Kilometer nordwestlich von Condobolin liegt. Die Lagerstätte wurde 1908 entdeckt und in einem kleinen Abbau bis in die 1960er Jahre betrieben. Der Bergwerksbetrieb wurde 1995 aufgenommen und förderte bis heute 815.000 Tonnen Erz mit einem Kupfergehalt von 1,22 Prozent und 280.000 Unzen Gold.
Die Murrawombie Mine und Tritton Mine und weitere Bergbauaktivitäten im historischen Girilambone-Bergbaugebiet, liegt 20 Kilometer nördlich der Tritton Mine, etwa 85 Kilometer von Cobar entfernt, die beide der Tritton Resources Ltd gehören, einer 100-prozentigen Tochter der australischen Straits Resources Ltd. Verarbeitet wird das gebrochene Erz aus den Quarzadern in einer Anlage in der Tritton Mine.
Die Northparkes Mine bei Parkes wird im Tagebau betrieben und ist eine Kupfer-Gold-Mine mit einem Erzkörper von 48 Millionen Tonnen. Das Vorkommen enthält 0,5 Gramm je Tonne Gold und 1,2 Prozent Kupfer/Tonne. Das Erzvorkommen wurde in einem Porphyr-Gesteinslager mineralisiert.
Das Kupferbergwerk Cadia-Ridgeway Mine liegt 29 Kilometer südlich von Orange in vulkanischem Gestein und Sedimenten aus dem späten Ordovizium. Der Tagebau Cadia Hill des Unternehmens Newcrest Mining nahm 1998 seine Produktion auf und die Ridgeway Mine im April 2002.
Der in Betrieb befindliche CSA-Untertagebau liegt 9 Kilometer nördlich von Cobar in einem Gold-Kupfer-Zink-Vorkommen. Der Betreiber Cobar Management Pty Ltd. gab im Juli 2002 bekannt, dass das Vorkommen 0,71 Millionen Tonnen Erz mit einem Gehalt von 6,01 Prozent Kupfer und ein weiteres von 4,97 Millionen Tonnen einen Gehalt von 4,87 Prozent enthält.

## Victoria
In Victoria wird Kupfer in vier Regionen abgebaut. Im Nordosten in der Wilga Mine bei Benambra und westlich von Bethanga, bei Walhalla am Thomson River und am Accommodation Creek bei Deddick.
In der Kupfermine Wilga im Betahnga-Gebiet wurden 45.810 Tonnen Kupfer abgebaut. Die aus vulkanischer Aktivität entstandenen Kupfer-Zink-Lagerstätten Wilga und Currawong beinhalten 8,55 Millionen Tonnen Erz mit einem Gehalt von 2 Prozent Kupfer. Im Gebiet von Bethanga kommt neben Kupfer auch Gold, Pyrit, Arsenopyrit, Chalkopyrit und Sphalerit vor.
Die Kupfermineralisation am Thomson River erstreckt sich entlang einer Verwerfungszone bis zu einem Hornblende-Diorit-Schlot. Das Erzband ist ein bis drei Meter breit und enthält nach Berichten bis zu 16 Prozent Kupfer. Zwischen 1865 und 1913 wurden 12.000 Tonnen Erz gefördert, darunter waren 3,8 Prozent Kupfer und weitere Bestandteile sind Nickel, Silber, Gold, Platin und Palladium.
Die Kupfermine Accommodation Creek liegt an einer Scherzone, in der Sedimente aus dem Ordovizium mit dem Deddick-Granodiorit in Kontaktmetamorphose verändert wurden.
Am Mount Ararat im Westen von Victoria befindet sich eine Kupferlagerstätte, die etwa 1 Million Tonnen Erz mit einem Anteil von 2,7 Prozent Kupfer enthält.

## Western Australia

### Nifty
In Western Australien liegt ein Kupfervorkommen bei Nifty, ein Tagebau in der Great Sandy Desert in der östlichen Pilbara, etwa 350 km östlich von Port Hedland. Das gewonnene Erz wird zu Kupfer in einem Konzentrator verarbeitet und anschließend nach Indien verschifft, wo es in einer Schmelzhütte des Konzerns weiterverarbeitet wird.
Betrieben wird der Bergbau von Aditya Birla Minerals, einer Tochter der Aditya Birla Group, die der Hindalco Industries Ltd. gehört. Die Jahresproduktion beträgt etwa 30.000 Tonnen Kupfer. Die indische Hidalco betreibt auch einen weiteren Kupferbergbau 120 Kilometer von Mount Isa entfernt.

### Golden Grove
Die Golden Grove Mine, die sich südwestlich von Yalgoo befindet, produzierte 2009 31.000 Tonnen Kupferkonzentrat aus dem Kupfer-Zink-Blei-Gold-Bergwerk. Die Mine wird von der Minerals and Metals Group (MMG) betrieben, die sich im Eigentum der staatseigenen chinesischen China Minmetals befindet.

## Northern Territory
Im Northern Territory wurde erstmals am Pine Creek 1872 (ein Nickel-Cobalt-Kupfer-Erzkörper) und am Daly River 1883 entdeckt. Ein Abbau erfolgte bis 1904 lediglich sporadisch, denn erst in diesem Jahr wurde eine Schmelzhütte aufgebaut. Aber es gab danach keinen Kupferabbau im großen Stil. 1943 wurde eine Schmelzhütte im Northern Territory während des Zweiten Weltkriegs bei einem Bombenangriff durch japanische Luftstreitkräfte zerstört.
In dem Goldvorkommen bei Tennant Creek wurden etwa 5 Millionen Unzen Gold und 345.000 Tonnen Kupfer gewonnen.
Kleinere Kupfervorkommen gibt es im Katherine-Gebiet und bei Tennant Creek wurde bis in die 1980er Jahre Kupfer gefördert.
Am Murphy Inlier an der gemeinsamen Grenze von Northern Territory/Queensland befinden sich Kupfer- und andere Erzlagerstätten aus dem Paläoproterozoikum im North Australian Craton an der südlichsten Ende des McArthur-Beckens im Norden und South-Nicholson-Becken und der Lawn Hill Platform im Süden., wie auch in der Arunta-Region.

## Tasmanien
Das Kupferbergwerk am Mount Lyell bei Queenstown in Tasmanien ist seit mehr als 100 Jahren in Betrieb. Die Copper Mines of Tasmania Pty Ltd nahm den Kupferabbau 1896 auf und seit 1999 betreibt sie die indische Sterlite Industries, die Kupfer in Indien und nicht in Tasmanien verarbeitet. Es handelt sich um ein Kupfer-Gold-Silbervorkommen mit einer Ausbeute von 30.000 Tonnen Kupfer jährlich. Aus der Lagerstätte wurden 1,8 Millionen Tonnes Kupfer, 62 Tonnen Gold und 1.300 Tonnen Silber bis heute gewonnen.
Das Bergwerk ist in Australien bekannt dafür, dass sich darin 1912 ein schweres Grubenunglück ereignete als ein Feuer im Pumpenhaus ausbrach und von 170 Bergleuten 42 ums Leben kamen, da kein Feuerwarn- und Notrettungssystem vorhanden war. 1994 wurde das Bergwerk wegen eines der größten Umweltskandale Australiens geschlossen, weil die Bergbaugesellschaft Millionen Tonnen belasteten Abfall in naheliegenden Flüsse abgekippt hatte.